# Cosme García (S-83)
Pour les articles homonymes, voir Cosme García (sous-marin).
Le Cosme García (numéro de coque S-83) est un sous-marin appartenant à la marine espagnole. Il est en construction au chantier naval Navantia à Carthagène (Espagne) et devait être livré à la marine entre 2023 et 2024.

## Conception
Le Cosme García est le troisième des quatre sous-marins à propulsion diesel-électrique de la classe S-80 commandée à Navantia par la marine espagnole. Contrairement aux deux premières unités, le Cosme García devrait être équipé dès l’origine du système de propulsion anaérobie (AIP en anglais) développé par la société Hynergreen Technologies S.A, qui fait partie d’Abengoa.

## Construction
La construction du S-83 a commencé le 19 février 2009 au chantier naval Navantia à Carthagène. Le 13 janvier 2012, les noms des quatre navires de la classe ont été approuvés et publiés au Journal officiel de la défense (BOD) du 30 janvier 2012. Le S-83, troisième navire de la classe, a reçu le nom de Cosme García, en l’honneur de l’inventeur de sous-marins Cosme García Sáez.